# 12.ª circunscripción senatorial de Chile
La 12.ª circunscripción senatorial de Chile es una de las dieciséis entidades electorales de este tipo que conforman la República de Chile. Su territorio comprende la totalidad de las comunas de la Región de Los Ríos, ubicada geográficamente en la zona sur de Chile. Fue creada en 2015 por medio de la ley 20.840, a partir de la antigua 16.ª circunscripción senatorial. Con una población que, según el censo del año 2017, alcanza los 384.837 habitantes, elige tres de los cincuenta senadores que integran el Senado de Chile.

## Representación
A febrero de 2023, la circunscripción senatorial 12 de Chile es representada por los siguientes senadores para el periodo 2022-2030:
| Periodo | Senador | Senador                                         | Senador            | Senador | Senador                                     | Senador             | Senador | Senador                                 | Senador                     | Mandato                                       |
| Periodo | Nombre  | Nombre                                          | Partido            | Nombre  | Nombre                                      | Partido             | Nombre  | Nombre                                  | Partido                     | Mandato                                       |
| ------- | ------- | ----------------------------------------------- | ------------------ | ------- | ------------------------------------------- | ------------------- | ------- | --------------------------------------- | --------------------------- | --------------------------------------------- |
| LVI     |         | Alfonso de Urresti Longton (Viña del Mar, 1966) | Partido Socialista |         | María José Gatica Bertín (Montevideo, 1984) | Renovación Nacional |         | Iván Flores García (Puerto Montt, 1955) | Partido Demócrata Cristiano | 11 de marzo de 2022 - Actualmente en el cargo |

## Historia electoral

### Elecciones parlamentarias de 2021
| Pacto                               | Pacto                       | Candidato/a                      | Candidato/a                 | Partido                     | Votos                       | %        | Resultado |        |
| ----------------------------------- | --------------------------- | -------------------------------- | --------------------------- | --------------------------- | --------------------------- | -------- | --------- | ------ |
|                                     | AA. Chile Vamos             |                                  | Ena von Baer Jahn           | UDI                         | 16 334                      | 10.99    |           |        |
|                                     | AA. Chile Vamos             | Margot Cárdenas Sandoval         | EVO                         | 2 959                       | 1.99                        |          |           |        |
|                                     | AA. Chile Vamos             | Pamela Christi Bolbarán Bolbarán | PRI                         | 1 372                       | 0.92                        |          |           |        |
|                                     | AA. Chile Vamos             | María José Gatica Bertín         | RN                          | 32 364                      | 21.77                       | Senadora |           |        |
|                                     | AB. Partido de la Gente     |                                  | Hilda Cerda Espíndola       | PDG                         | 3 192                       | 2.15     |           |        |
|                                     | AB. Partido de la Gente     | Carmen Gloria Gárate Silva       | PDG                         | 3 707                       | 2.49                        |          |           |        |
|                                     | AB. Partido de la Gente     | Gustavo Eduardo Dávila Sepúlveda | PDG                         | 2 606                       | 1.75                        |          |           |        |
|                                     | AB. Partido de la Gente     | Luis Mauricio Proboste Muñoz     | PDG                         | 2 328                       | 1.57                        |          |           |        |
|                                     | AH. Nuevo Pacto Social      |                                  | Alfonso de Urresti Longton  | PS                          | 39 227                      | 26.39    | Senador   |        |
|                                     | AH. Nuevo Pacto Social      | Faumelisa Manquepillán Calfuleo  | IND-PS                      | 3 846                       | 2.59                        |          |           |        |
|                                     | AH. Nuevo Pacto Social      | Sayonara Yáñez Barría            | PDC                         | 2 311                       | 1.55                        |          |           |        |
|                                     | AH. Nuevo Pacto Social      | Iván Flores García               | PDC                         | 21 153                      | 14.23                       | Senador  |           |        |
|                                     | AR. Apruebo Dignidad        |                                  | Mónica Inés Quiroz Reyes    | IND-CS                      | 8 250                       | 5.55     |           |        |
|                                     | AR. Apruebo Dignidad        | Roberto Giubergia Valderrama     | RD                          | 5 479                       | 3.69                        |          |           |        |
|                                     | AW. Independientes Unidos   |                                  | Óscar Almazán Sepúlveda     | IND-PNC                     | 3 525                       | 2.37     |           |        |
| Votos válidamente emitidos          | Votos válidamente emitidos  | Votos válidamente emitidos       | Votos válidamente emitidos  | Votos válidamente emitidos  | Votos válidamente emitidos  | 148 653  | 91.81     | 91.81  |
| Votos nulos                         | Votos nulos                 | Votos nulos                      | Votos nulos                 | Votos nulos                 | Votos nulos                 | 5 706    | 3.52      | 3.52   |
| Votos en blanco                     | Votos en blanco             | Votos en blanco                  | Votos en blanco             | Votos en blanco             | Votos en blanco             | 7 555    | 4.67      | 4.67   |
| Total de sufragios emitidos         | Total de sufragios emitidos | Total de sufragios emitidos      | Total de sufragios emitidos | Total de sufragios emitidos | Total de sufragios emitidos | 161 914  | 100.00    | 100.00 |
| Fuente: Servicio Electoral de Chile |                             |                                  |                             |                             |                             |          |           |        |